# Jarosław Śmieja
Jarosław Śmieja (ur. 1970) – polski naukowiec, inżynier, nauczyciel akademicki i profesor nauk technicznych, specjalizujący się w modelowaniu matematycznym i analizie układów biomedycznych, ze szczególnym uwzględnieniem wykorzystania metod pochodzących z teorii sterowania i optymalizacji, a także w analizie danych biomedycznych opartej na metodach sztucznej inteligencji. Od 1993 r. związany z Wydziałem Automatyki, Elektroniki i Informatyki Politechniki Śląskiej w Gliwicach.

## Działalność badawcza
Działalność badawcza profesora dotyczy kilku obszarów tematycznych. Pierwszym z nich są badania, które rozpoczął w trakcie prac nad doktoratem, a dotyczyły one modelowania wzrostu nowotworu i terapii przeciwnowotworowych, optymalizacji protokołów terapii. Osobnym aspektem tych badań była analiza danych ukierunkowana na wspomaganie wyboru typu terapii i przewidywanie jej efektów, która to tematyka zgłębiana była przez profesora Śmieję we współpracy z Narodowym Centrum Onkologii w Gliwicach.
W latach 2004–2006 jako profesor wizytujący w Rice University w Houston, we współpracy z prof. Markiem Kimmlem z tamtejszego Department of Statistics oraz prof. Alanem Brasierem z University of Texas, Medical Branch w Galveston, prowadził badania nad odpowiedzią immunologiczną komórek na infekcje wirusowe i powiązane z nimi aktywacje cytokinami szlaków sygnałowych. Oryginalnym osiągnięciem tego okresu było stworzenie matematycznego modelu szlaku sygnałowego pobudzanego Interferonem-beta, w którym postawiono hipotezę o istnieniu nieznanego wcześniej mechanizmu regulacyjnego, opartego na nierozpoznanej wcześniej aktywacji fosfatazy w ramach tego szlaku. Co ciekawe, kilka lat później taka fosfataza rzeczywiście została zidentyfikowana. Staż w Rice University zaowocował nowymi zainteresowaniami, koncentrującymi się na analizie regulacji procesów wewnątrzkomórkowych, ze szczególnym uwzględnieniem procesów związanych z odpowiedzią na leczenie. Prace prowadzone w tym obszarze miały na celu wspomaganie modelowaniem matematycznym badań eksperymentalnych. Modele matematyczne tworzone w ramach badań oraz metody ich analizy pozwalały stawiać i wstępnie testować hipotezy o biochemicznych mechanizmach regulacyjnych w żywych komórkach, co z jednej strony może pomóc w określeniu wzajemnych interakcji pomiędzy różnymi typami terapii, a z drugiej stanowić pierwszy etap w poszukiwaniu potencjalnych celów molekularnych dla nowych terapii.
Osobny obszar badań, prowadzonych przez profesora Śmieję stanowi wykorzystanie metod sztucznej inteligencji w planowaniu zadań i rozwiązywaniu problemów transportowych.
Śmieja jest autorem bądź współautorem dwóch monografii i ponad 150 publikacji naukowych. Aktywnie uczestniczył w pracach naukowo-badawczych, prowadzonych we współpracy z partnerami naukowymi i przemysłowymi, krajowymi i zagranicznymi. Z ciekawszych wymienić można m.in. udział w projekcie Chernobyl Tissue Bank (CTB), finansowanym ze środków Unii Europejskiej czy kierowanie projektem Zintegrowany system informatyczny wspomagający badania nad nowotworami pochodzenia środowiskowego (SYSCANCER), finansowanym przez Narodowe Centrum Badań i Rozwoju (NCBiR).
Śmieja był wielokrotnym promotorem przewodów doktorskich, a także recenzentem prac doktorskich i rozpraw habilitacyjnych.

## Działalność dydaktyczna
Wykłada na Politechnice Śląskiej, na studiach inżynierskich, magisterskich i doktoranckich, a także w Wyższej Szkole Technologii Informatycznych (WSTI) w Katowicach. Jego zajęcia na stopniu inżynierskim i magisterskim, prowadzone w językach polskim i angielskim na kierunkach Automatyka i Robotyka, Biotechnologia (Bioinformatyka) oraz Control, Electronic and Information Engineering, związane były przede wszystkim z wykorzystaniem metod matematycznych w praktyce inżynierskiej (m.in. przedmioty Dynamika Układów, Podstawy Automatyki, Teoria Sterowania, Metody Optymalizacji, Bioinformatyka). Prowadził również wykłady dla doktorantów, m.in. Automatyka w Medycynie, Computational and Analytic Optimization, Modeling of Complex Dynamical Systems, Modeling and Control in Biology and Medicine. W Wyższej Szkole Technologii Informatycznych (WSTI) w Katowicach opracował i prowadził według autorskiej koncepcji wykłady z przedmiotów: Sztuczna Inteligencja, Systemy Operacyjne, Architektura Komputerów i Urządzenia Techniki Cyfrowej na kierunku Informatyka.
Był promotorem ponad 150 prac dyplomowych inżynierskich i magisterskich na kierunkach Automatyka i Robotyka, Biotechnologia, Control, Electronic and Information Engineering, Informatyka. Organizował i koordynował działalność dydaktyczną na kierunku Automatyka i Robotyka na Wydziale Automatyki, Elektroniki i Informatyki Politechniki Śląskiej. Był inicjatorem szeregu działań ważnych dla procesu dydaktycznego, m.in. utworzenia całkowicie nowego programu studiów magisterskich na kierunku Automatyka i Robotyka na Wydziale Automatyki, Elektroniki i Informatyki Politechniki Śląskiej w Gliwicach.
Śmieja prowadził również zajęcia dla doktorantów za granicą, jako zaproszony wykładowca w ramach szkół letnich – Summer school on modeling cancer treatment and therapy (w ramach programu Marie Curie Research Training Network) w Dundee University w Szkocji (2007) i IX q-bio Summer School w Fort Collins, Colorado, USA (2015).

## Działalność organizacyjna i ekspercka
W latach 2016–2019 pełnił funkcję Zastępcy Dyrektora ds. Dydaktyki Instytutu Automatyki, a w roku akademickim 2019/2020 w trakcie transformacji struktury Wydziału Automatyki, Elektroniki i Informatyki służył jako Prodziekan ds. Kształcenia.
Śmieja współpracował z otoczeniem gospodarczym. Oprócz wspomnianej współpracy badawczej z Narodowym Instytutem Onkologii w Gliwicach. Od 2015 roku współpracował przy wykorzystaniu metod sztucznej inteligencji w planowaniu procesów cięcia w firmie Allcomp Polska sp. z o.o., a od 2019 r. wspomaga firmę Egzotech sp. z o.o. w analizie sygnałów EMG, wykorzystywanych w robotach rehabilitacyjnych.
W latach 2022–2023 prof. Jarosław Śmieja pełnił rolę eksperta B+R na Giełdzie Papierów Wartościowych.

## Nagrody i osiągnięcia
W 2015 r. Śmieja otrzymał Nagrodę Grand Prix w Konkursie Srebrnych Skrzypiec im. Bogdana Skalmierskiego na najlepszą pracę interdyscyplinarną. Za osiągnięcia w pracy naukowej i zawodowej otrzymał brązowy Medal za Długoletnią Służbę (2013), a także wiele nagród Rektora Politechniki Śląskiej.